# Peinture canadienne
La peinture canadienne affiche une histoire récente car la constitution du Canada date de 1867 et les peintres antécédents à cette date sont soit anglais, soit français des colonies britanniques (à partir de 1763).

## Avant la constitution de 1867
Certaines peintures décrivent des événements ou des figures emblématiques de l'Amérique française à thèmes historiques ou religieux, voire ethnographiques :
- La France apportant la foi aux Hurons de la Nouvelle-France (vers 1666, Couvent des Ursulines, Québec)
- Claude Chauchetière, missionnaire jésuite, peintre : Sainte Kateri (Kateri Tekakwitha) (1680)
- Pierre Le Ber : Vrai portrait de Marguerite Bourgeoys (1700)
- George Heriot : Village of Chippawa near the Falls of Niagara (ca. 1801)
- William Berczy : Thayendanegea (Joseph Brant) (v. 1807)
- Théophile Hamel : Jacques Cartier (1844)
- Zacharie Vincent : Zacharie Vincent et son fils Cyprien (1851)
- Cornelius Krieghoff : Vue de Québec (1865)
- Napoléon Bourassa : Déposition de croix (1866-1867)

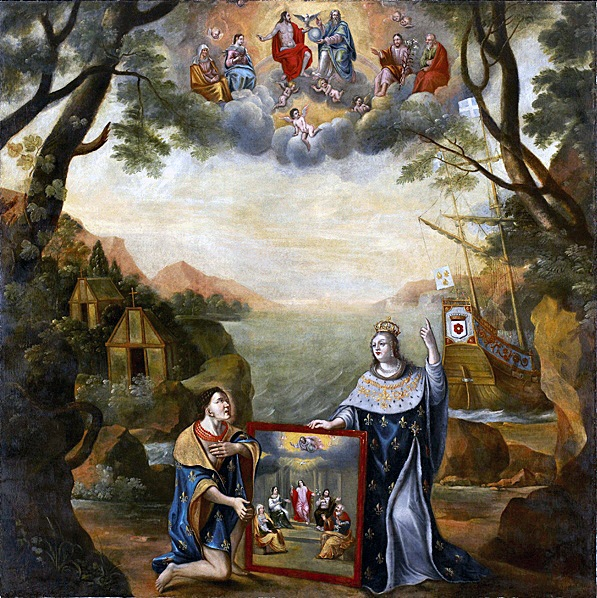
La France apportant la foi aux Hurons de la Nouvelle-France.
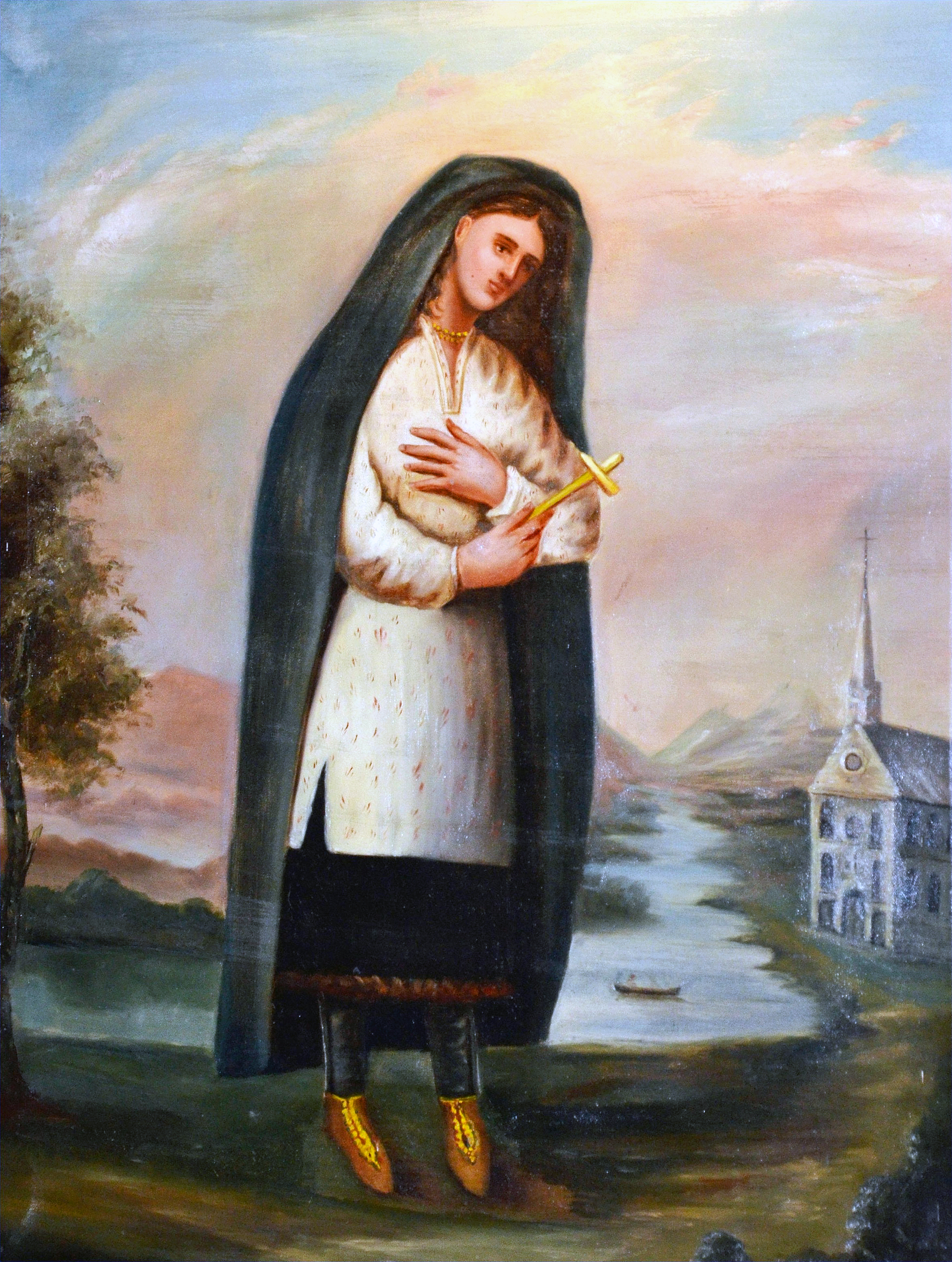
Sainte Kateri.
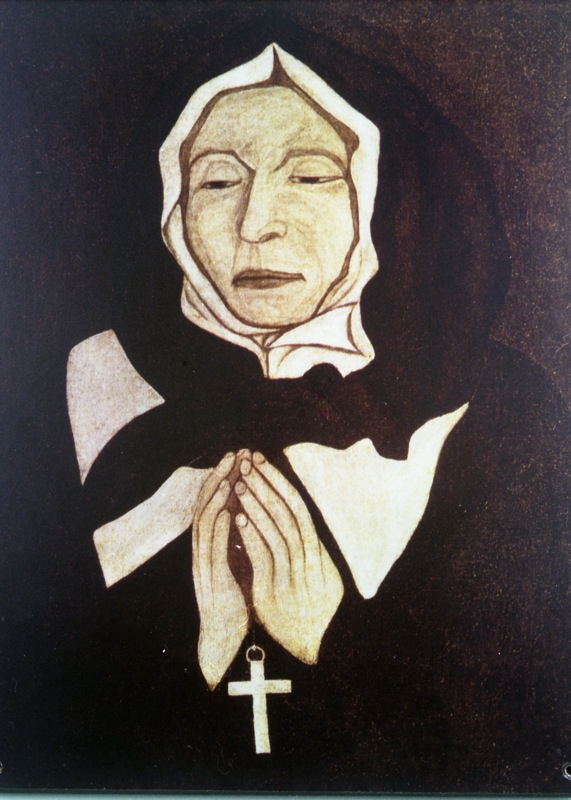
Le vrai portrait de Marguerite Bourgeoys.
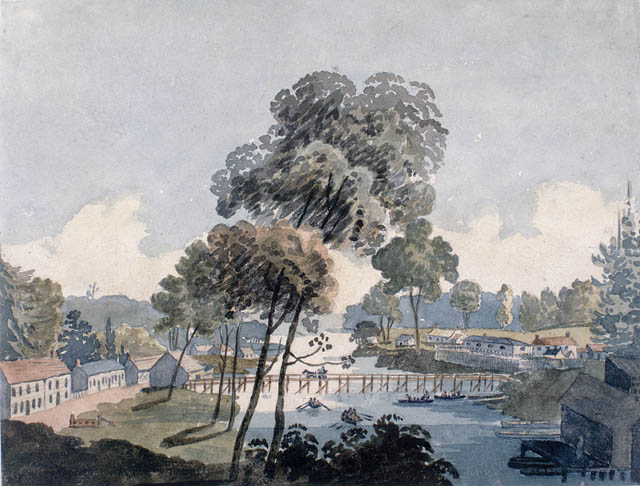
Village of Chippawa near the Falls of Niagara.
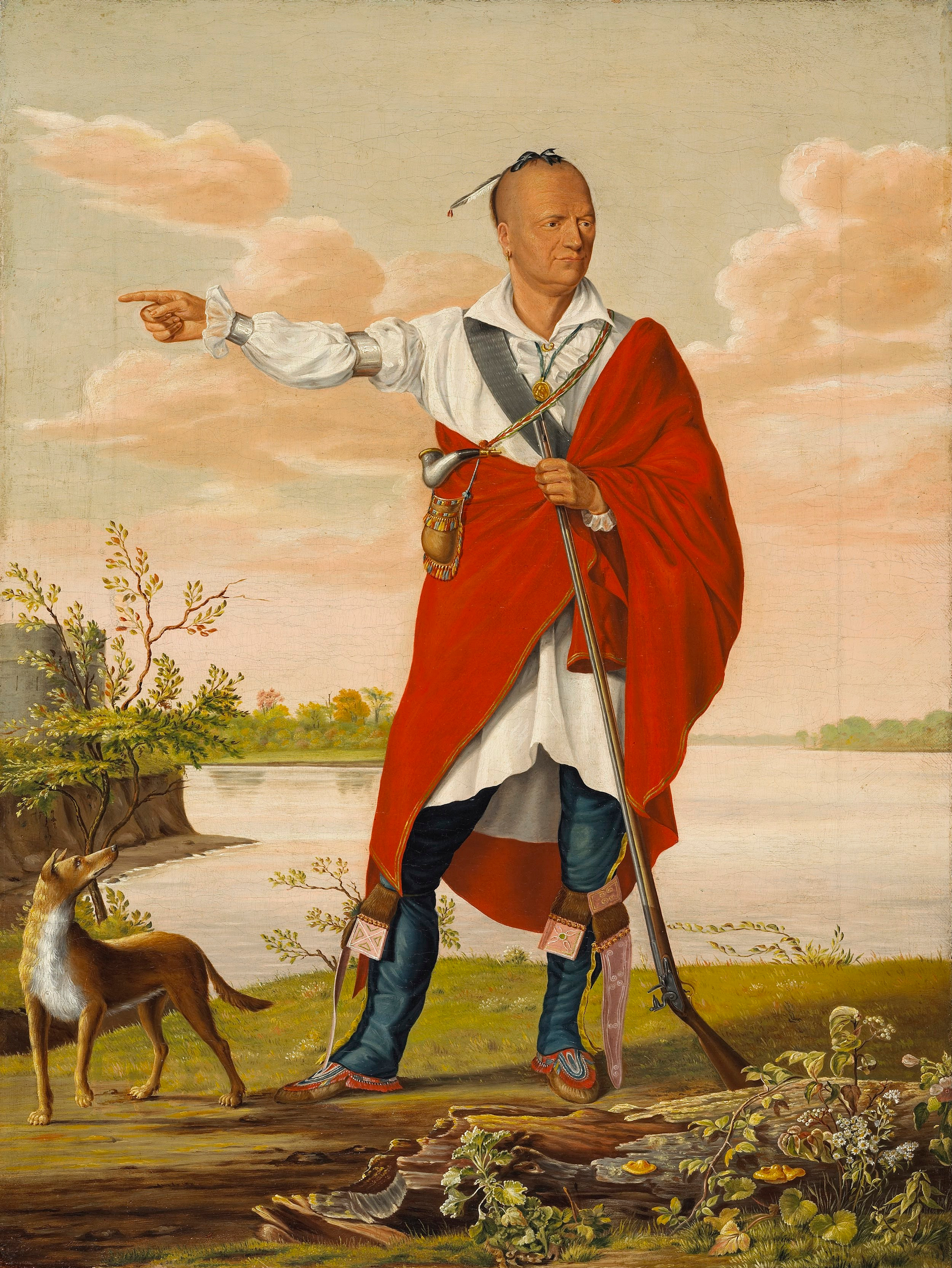
Thayendanegea (Joseph Brant).
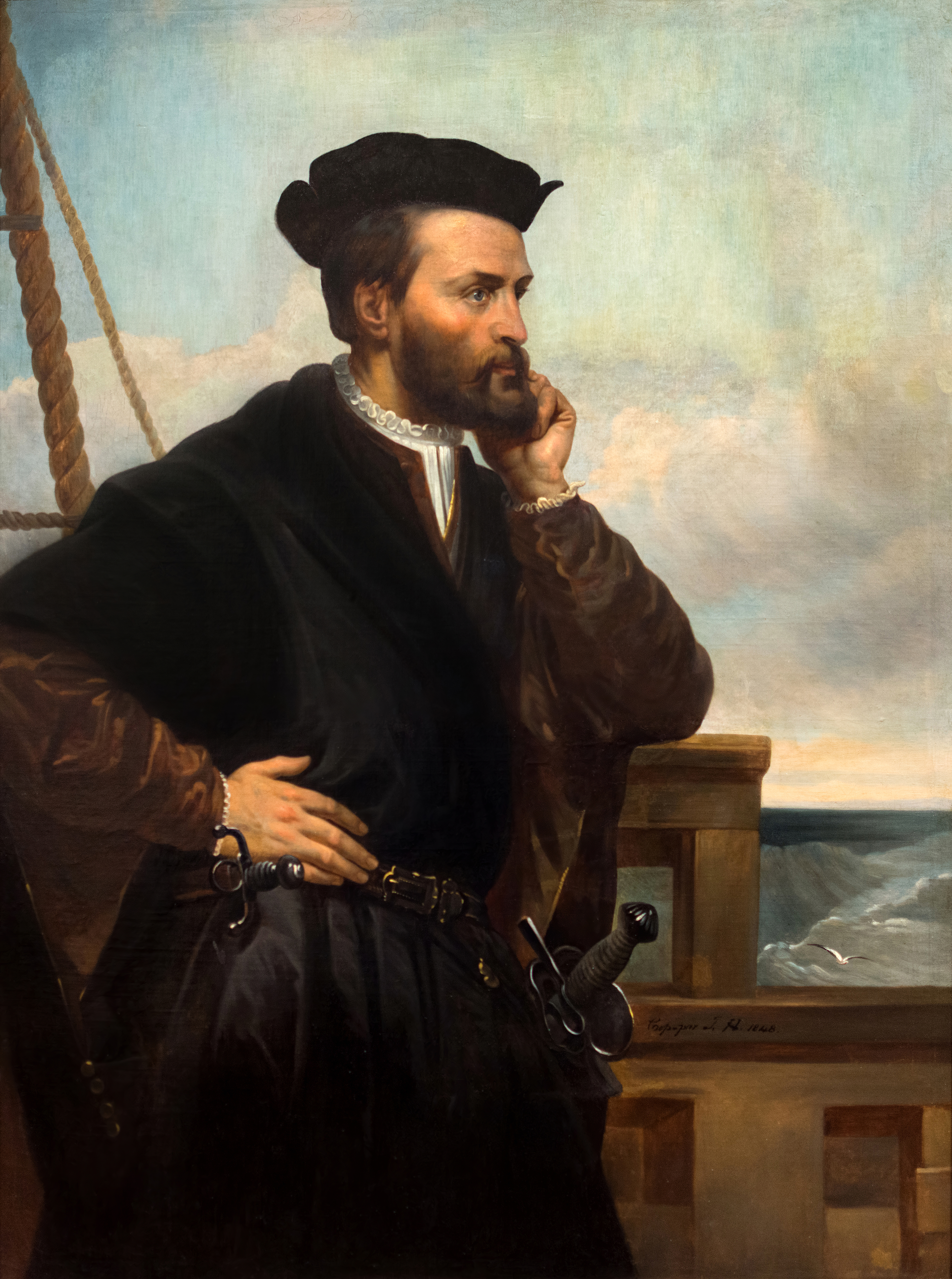
Jacques Cartier.
Zacharie Vincent et son fils Cyprien.
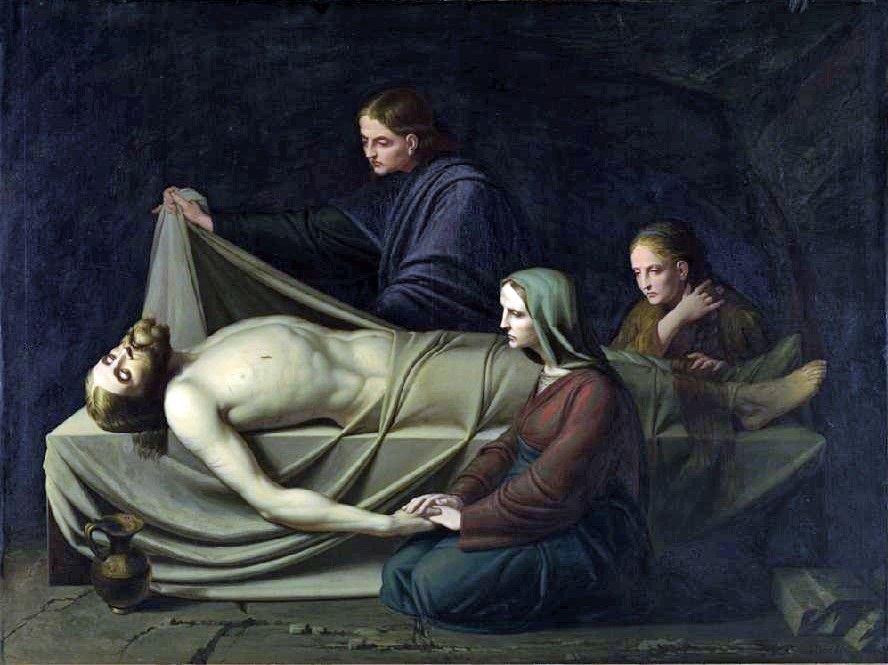
Déposition de croix.

## Peintres auXIXesiècle

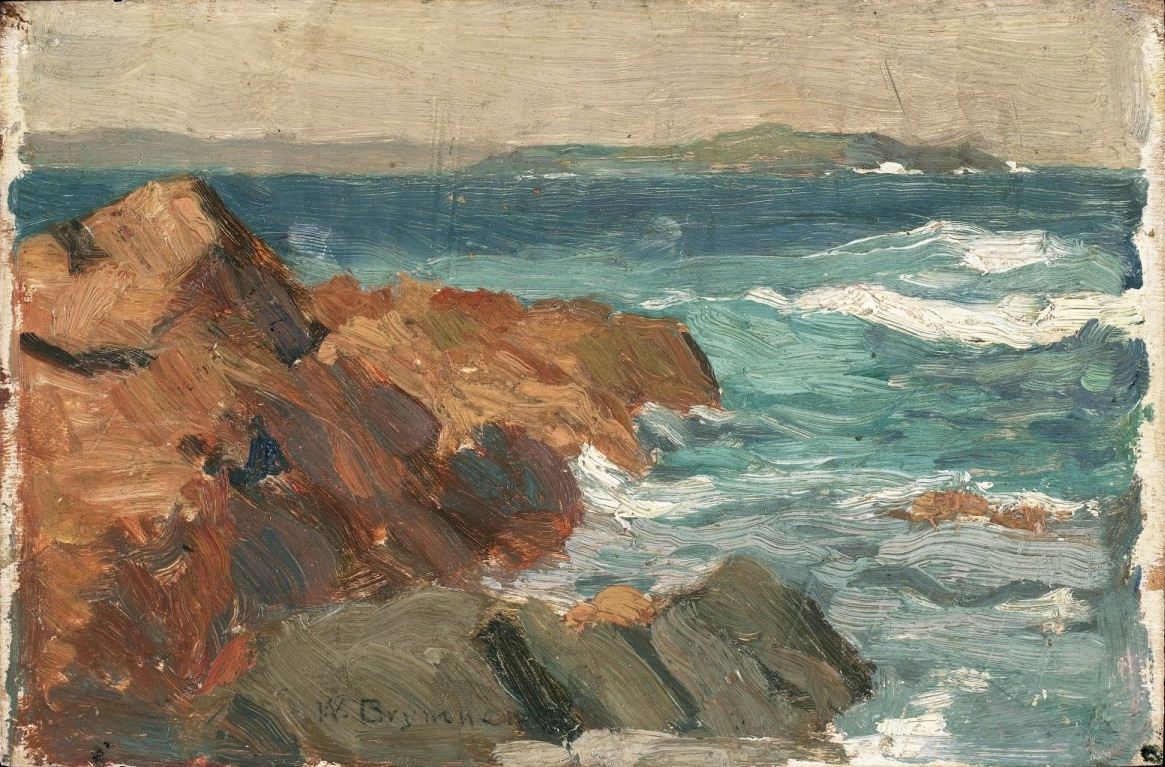
William Brymner, Near Louisbourg, Cape Breton.

L'émulation des années 1860, se traduit malgré tout au Canada d'une façon modeste, les artistes faisant encore figure de marginaux dans un milieu essentiellement préoccupé par son développement économique. Pourtant, une même volonté de représenter le paysage local selon ses propres caractéristiques anime les peintres :
- Années 1870 : peintres luministes au regard américain sur le paysage.
  - Frances M. Jones Bannerman : À l’orée d’un bois (1855 1940)
  - Lucius Richard O'Brien : Under the Cliffs, Port Stanley (1873)
  - Frederick Verner : HBC Officials at Brulé Portage (1876)
- Années 1880 : techniques impressionnistes européennes adaptées au monde canadien[1].
  - William Brymner : Wreath of Flowers (1884)
- Années 1890 :
  - Homer Watson membre et président de l'Académie royale des arts du Canada et premier président du Canadian Art Club, associé au mouvement de l'American Barbizon School, un groupe de peintres se référant à l'École de Barbizon, qui donnera le tonalisme.

## Peintres et mouvements du début duXXesiècle

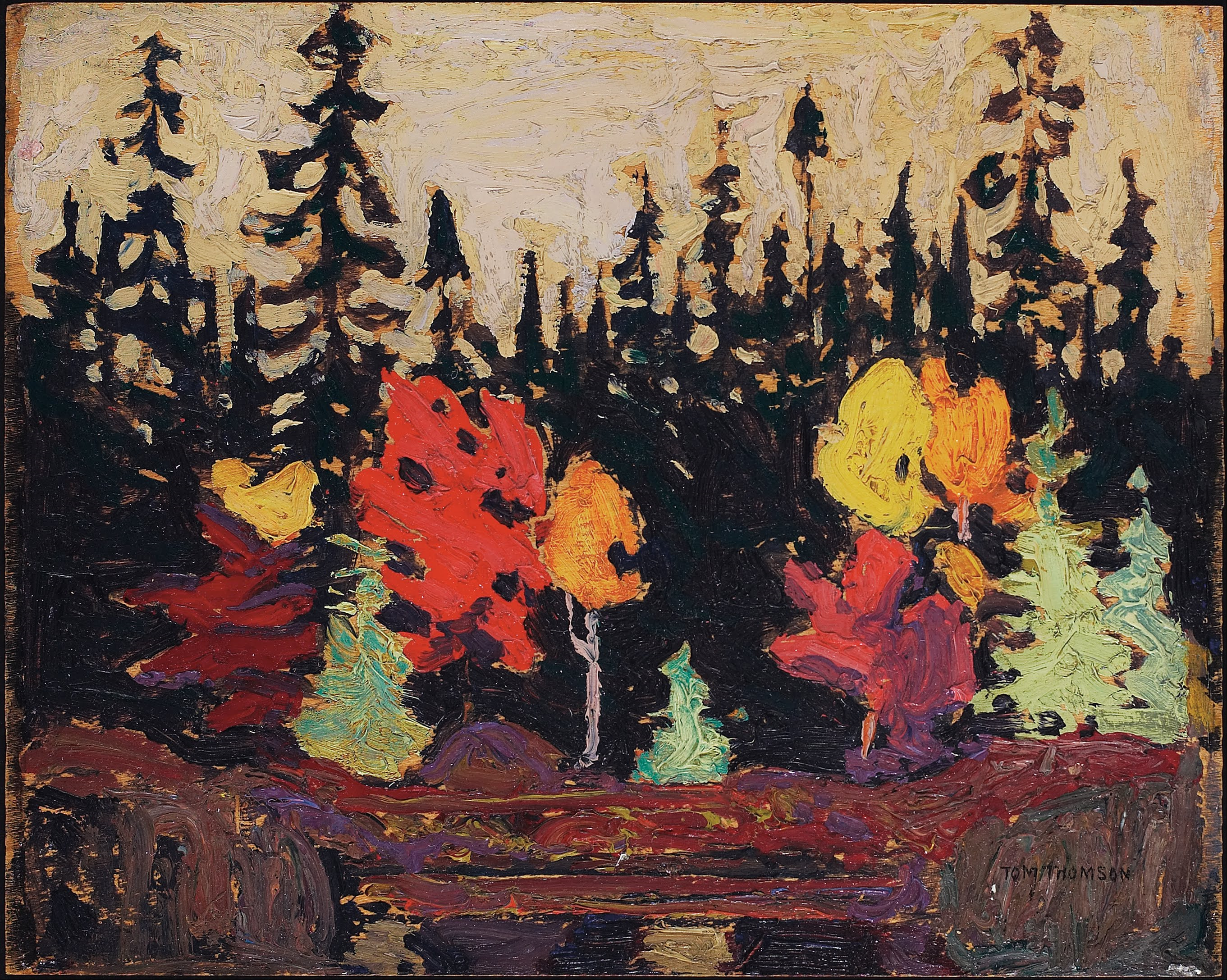
Tom Thomson, Black Spruce and Maple.

- Marc-Aurèle de Foy Suzor-Coté : Maisons sur la colline (1909), Ottawa, Musée des beaux-arts du Canada.
- Emily Carr : Yan (1912).
- Tom Thomson : Dans le Nord (1915)

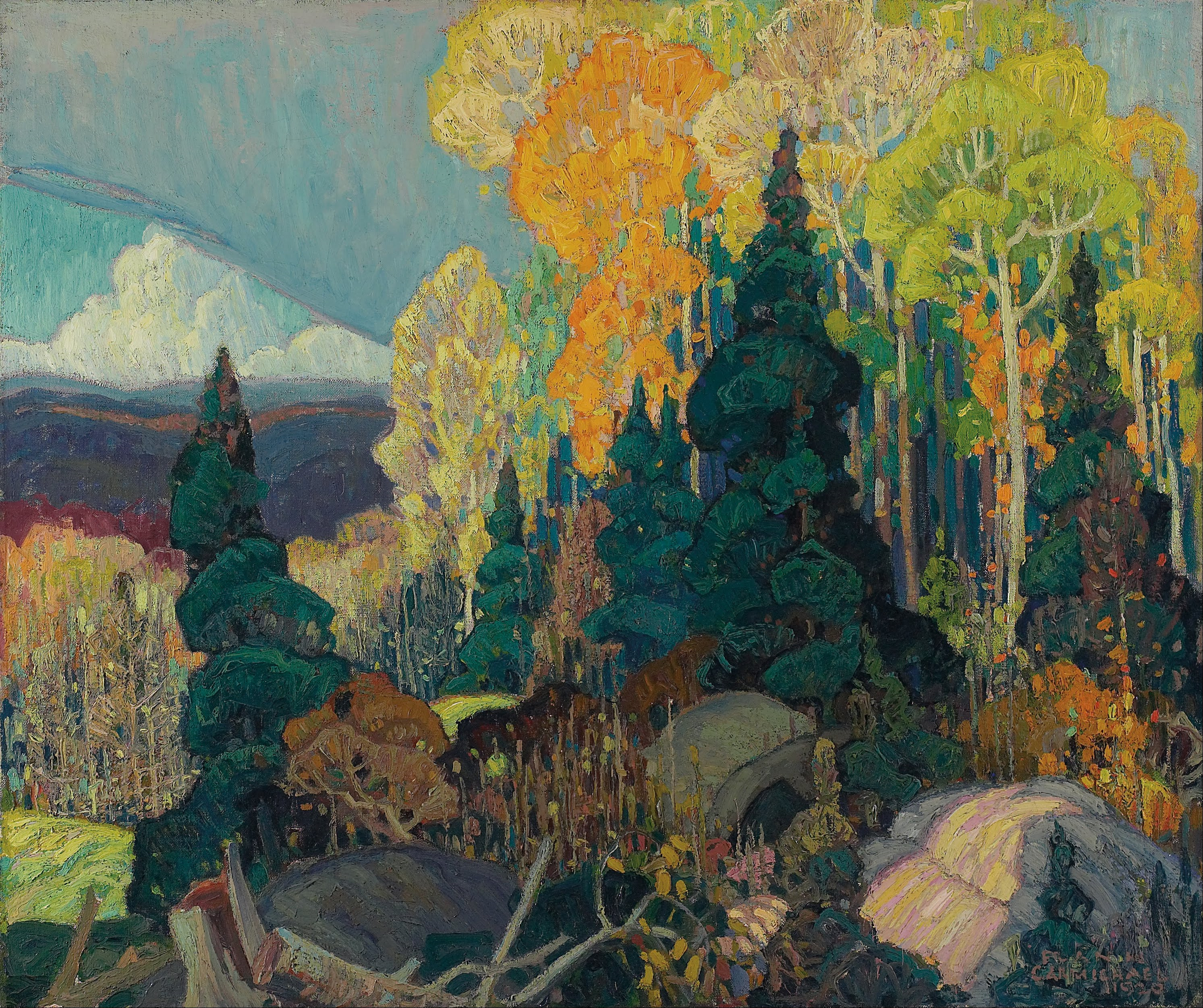
Franklin Carmichael, Autumn Hillside (1920)

- Groupe des sept, Ontario, Toronto : paysages de la nature sauvage canadienne, lacs, montagnes (1920-1931)
  - Franklin Carmichael :
  - Lawren Harris
  - A. Y. Jackson
  - Frank Johnston
  - Arthur Lismer
  - J. E. H. MacDonald
  - Frederick Varley
- Groupe de Beaver Hall, Québec, Montréal : portraits et aux paysages ruraux et urbains (1920-1923)[2] :
  - Adrien Hébert : Port de Montréal (1924)
  - Lilias Torrance Newton :
  - Prudence Heward : Femme sur une colline (1928)
  - Sarah Robertson
- Canadian Group of Painters (1933-)
  - Membres fondateurs : Charles Comfort : Tadoussac (1935),
  - 1935-1940 - Kathleen Morris : La Maison Calvet (années 1930)
  - 1942-1954 - Goodridge Roberts : Le Lac bleu (1941)
- Eastern Group of Painters (1938) prônant « L'Art pour l'art » rejetant les précédents.
  - Philip Surrey, Alexander Bercovitch, Moses “Moe” Reinblatt, Goodridge Roberts,  Eric Goldberg (en), Jack Humphrey, John Goodwin Lyman et  Jori Smith

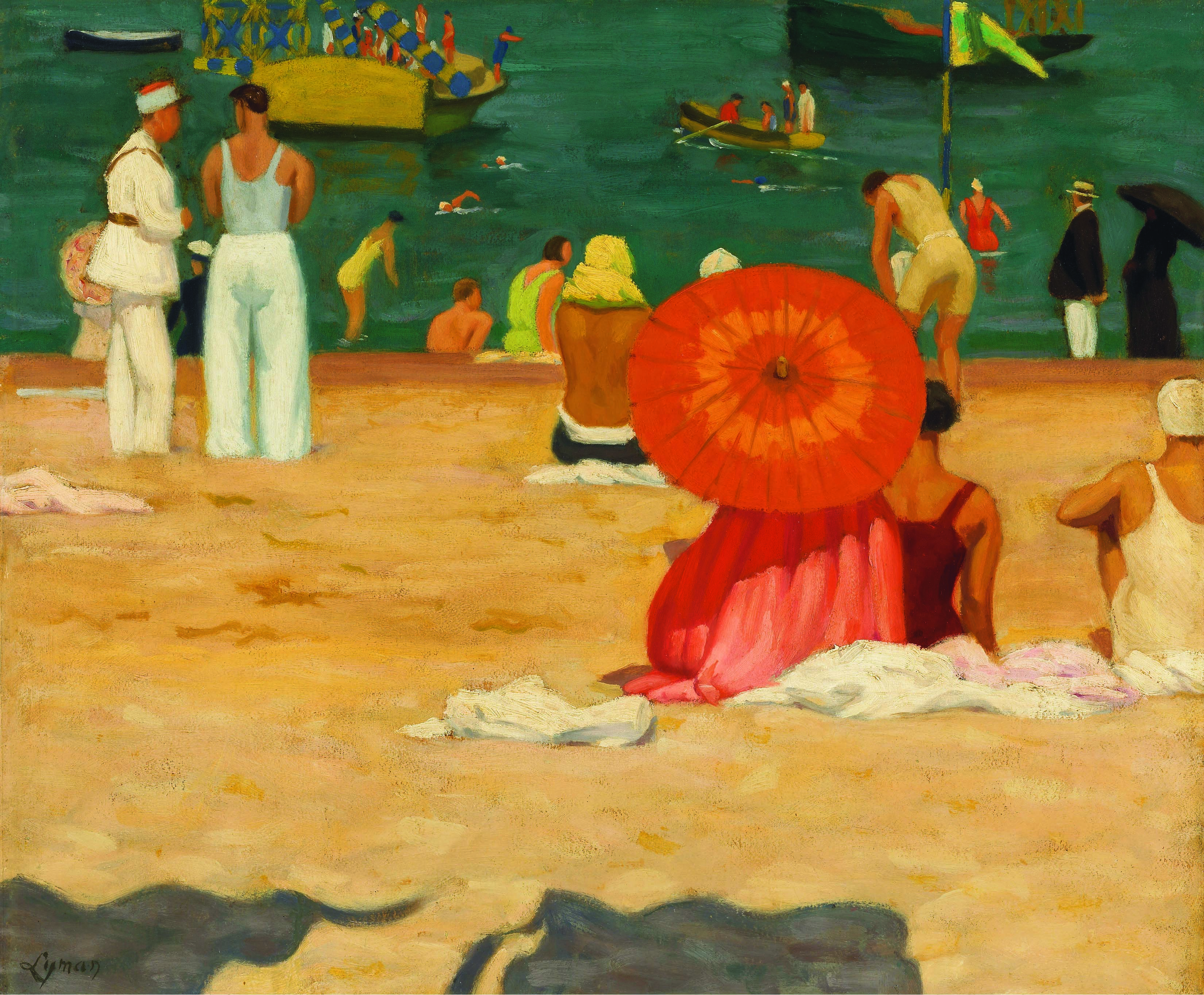
John Lyman, À la plage (1929).

- Société d'art contemporain (1939-1948)
  - Fondateurs : John Lyman, Paul-Émile Borduas et Robert Élie
- Painters Eleven groupe de peintres abstraits (1954-1960)
  - Oscar Cahén
  - Jack Bush
- Professional Native Indian Artists Inc.  (PNIAI) ou « Groupe indien des Sept[3] »  
Fondé en 1973 à Winnipeg par :
  - Carl Ray
  - Jackson Beardy
  - Alex Janvier
  - Norval Morrisseau
  - Daphne Odjig
  - Eddy Cobiness
  - Joseph Sanchez

## Artistes contemporains
- Danièle Rochon, La Rosée bleue (2002)
- Kent Monkman : Triumph of Miss Chief (2007)
- Les QQistes (2003-)[4]
- Peintres de l'art inuit :
  - Pitseolak Ashoona : Festive Bird (1970)
  - Annie Pootoogook

## Musées canadiens exposant leurs œuvres
- Musée des beaux-arts du Canada à Ottawa
- Musée des beaux-arts de Montréal
- Musée national des beaux-arts du Québec
- Winnipeg Art Gallery
- Musée des beaux-arts de l'Ontario à Toronto
- Galerie d'art de Vancouver